# Hirotaka Iida
Hirotaka Iida (japanisch 飯田 絋孝 Iida Hirotaka; * 29. April 1982 in der Präfektur Tokio) ist ein ehemaliger japanischer Fußballspieler.

## Karriere
Iida erlernte das Fußballspielen in der Jugendmannschaft von Yokohama F. Marinos. Seinen ersten Vertrag unterschrieb er 2001 bei den Yokohama F. Marinos. Der Verein spielte in der höchsten Liga des Landes, der J1 League. 2002 wurde er mit dem Verein Vizemeister der J1 League. Mit dem Verein wurde er 2003 japanischer Meister. Ende 2003 beendete er seine Karriere als Fußballspieler.

## Erfolge
Yokohama F. Marinos
- J1 League

Meister: 2003
Vizemeister: 2002
- J.League Cup

Sieger: 2001